# Ваља Арсулуј (Хунедоара)
Ваља Арсулуј (рум. Valea Arsului) насеље је у Румунији у округу Хунедоара у општини Кришчор. Oпштина се налази на надморској висини од 492 m.

## Становништво
Према подацима из 2002. године у насељу је живело 58 становника, од којих су сви румунске националности.